# سیارک ۲۹۶۴
سیارک ۲۹۶۴ (به انگلیسی: 2964 Jaschek، نامگذاری:1974OA1) دو هزار و نهصد و شصت و چهارمین سیارک کشف شده‌است که در ۱۶ ژوئیه ۱۹۷۴ کشف شد.
قدر مطلق سیارک برابر ۱۲٫۲۰ است.